# Società Sportiva Lanerossi Vicenza 1969-1970
Questa voce raccoglie le informazioni riguardanti la Società Sportiva Lanerossi Vicenza nelle competizioni ufficiali della stagione 1969-1970.

## Stagione
Nella stagione 1969-1970 il Lanerossi Vicenza disputa il campionato di Serie A, con 29 punti si piazza in nona posizione. Lo scudetto è stato vinto dal Cagliari con 45 punti, davanti all'Inter con 41 punti. Retrocedono in Serie B il Palermo ed il Brescia con 20 punti, il Bari con 19 punti.
Nel Vicenza ancora affidato ad Ettore Puricelli c'è da registrare in questa stagione la straordinaria prestazione di Alessandro Vitali autore di diciassette reti in campionato, da solo ha segnato più della metà delle trentadue reti della squadra, secondo nella classifica dei marcatori alle spalle di Luigi Riva del Cagliari. Per i biancorossi vicentini un ottimo girone di andata con diciassette punti e la quinta posizione, ed un piazzamento finale a metà classifica. In Coppa Italia, inserita nel sesto girone vinto dal Torino, il Vicenza ha perso le tre partite giocate.

## Rosa
| N. |                   | Ruolo | Calciatore         |
| -- | ----------------- | ----- | ------------------ |
|    | Italia (bandiera) | P     | Pietro Pianta      |
|    | Italia (bandiera) | P     | Adriano Bardin     |
|    | Italia (bandiera) | D     | Gianfranco Volpato |
|    | Italia (bandiera) | D     | Mario Calosi       |
|    | Italia (bandiera) | D     | Roberto De Petri   |
|    | Italia (bandiera) | D     | Sergio Carantini   |
|    | Italia (bandiera) | D     | Diego Zanetti      |
|    | Italia (bandiera) | D     | Marino Rossetti    |
|    | Italia (bandiera) | D     | Andrea Cisco       |
|    | Italia (bandiera) | D     | Adriano Carnovelli |
|    | Italia (bandiera) | C     | Nevio Scala        |

| N. |                    | Ruolo | Calciatore            |
| -- | ------------------ | ----- | --------------------- |
|    | Italia (bandiera)  | C     | Giorgio Biasiolo      |
|    | Italia (bandiera)  | C     | Oscar Damiani         |
|    | Brasile (bandiera) | C     | Cinesinho             |
|    | Italia (bandiera)  | C     | Roberto Derlin        |
|    | Italia (bandiera)  | C     | Paride Tumburus       |
|    | Italia (bandiera)  | A     | Carlo Facchin         |
|    | Italia (bandiera)  | A     | Alessandro Vitali     |
|    | Italia (bandiera)  | A     | Nicola Ciccolo        |
|    | Italia (bandiera)  | A     | Giannantonio Sperotto |
|    | Italia (bandiera)  | A     | Primo Rigoni          |

## Risultati

### Serie A

#### Girone di andata
| Arbitro: | Bernardis (Latina) |

|                               |           |                   |
| Vitali 30’, 63’ Cinesinho 45’ | Marcatori | 10’, 77’ Altafini |

| Arbitro: | Torelli (Milano) |

|                        |           |             |
| Domenghini 9’ Riva 42’ | Marcatori | 84’ Facchin |

| Arbitro: | Vacchini (Milano) |

|                |           |                             |
| Giubertoni 36’ | Marcatori | 9’, 66’ Biasiolo 61’ Vitali |

| Arbitro: | Sbardella (Roma) |

|                   |           |                   |
| Vitali 42’ (rig.) | Marcatori | 32’, 88’ Chiarugi |

| Bari 12 ottobre 1969 5ª giornata | Bari               | 0 – 0 | Lanerossi Vicenza | Stadio della Vittoria\| Arbitro: \| Picasso (Chiavari) \| |
| Arbitro:                         | Picasso (Chiavari) |       |                   |                                                           |

| Arbitro: | De Robbio (Torre Annunziata) |

|              |           |  |
| De Petri 35’ | Marcatori |  |

| Arbitro: | Lo Bello (Siracusa) |

|                             |           |  |
| Vitali 4’, 65’ Biasiolo 40’ | Marcatori |  |

| Arbitro: | Giunti (Arezzo) |

|           |           |  |
| Massa 45’ | Marcatori |  |

| Arbitro: | Monti (Ancona) |

|             |           |                |
| Damiani 77’ | Marcatori | 81’ S. Mazzola |

| Arbitro: | Torelli (Milano) |

|             |           |            |
| Mujesan 85’ | Marcatori | 73’ Vitali |

| Arbitro: | Mascali (Desenzano del Garda) |

|                             |           |  |
| Vitali 36’, 41’ Damiani 84’ | Marcatori |  |

| Arbitro: | Gussoni (Tradate) |

|  |           |                   |
|  | Marcatori | 55’ (rig.) Vitali |

| Arbitro: | Pieroni (Roma) |

|  |           |              |
|  | Marcatori | 75’ Ragonesi |

| Arbitro: | Bernardis (Trieste) |

|          |           |  |
| Puia 90’ | Marcatori |  |

| Arbitro: | Sbardella (Roma) |

|             |           |  |
| Facchin 80’ | Marcatori |  |

#### Girone di ritorno
| Arbitro: | Gussoni (Tradate) |

|               |           |  |
| Monticolo 66’ | Marcatori |  |

| Arbitro: | Gonella (Torino) |

|            |           |               |
| Vitali 82’ | Marcatori | 10’, 70’ Riva |

| Arbitro: | Giunti (Arezzo) |

|              |           |           |
| De Petri 77’ | Marcatori | 52’ Troja |

| Arbitro: | Vacchini (Milano) |

|                         |           |            |
| Rogora 58’ De Sisti 74’ | Marcatori | 38’ Vitali |

| Arbitro: | Torelli (Milano) |

|                          |           |  |
| N. Scala 33’ Facchin 47’ | Marcatori |  |

| Arbitro: | Picasso (Chiavari) |

|                                                |           |  |
| Cuccureddu 60’, 86’ Salvadore 62’ Anastasi 71’ | Marcatori |  |

| Arbitro: | Michelotti (Parma) |

|                             |           |            |
| Clerici 1’, 34’ Ferrari 25’ | Marcatori | 80’ Derlin |

| Arbitro: | De Robbio (Torre Annunziata) |

|                                |           |             |
| Vitali 37’ (rig.) N. Scala 76’ | Marcatori | 33’ Morrone |

| Milano 15 marzo 1970 24ª giornata | Inter             | 0 – 0 | Lanerossi Vicenza | Stadio San Siro\| Arbitro: \| Toselli (Cormons) \| |
| Arbitro:                          | Toselli (Cormons) |       |                   |                                                    |

| Arbitro: | Gialluisi (Barletta) |

|                   |           |             |
| Vitali 42’ (rig.) | Marcatori | 39’ Mujesan |

| Arbitro: | Panzino (Catanzaro) |

|              |           |  |
| Scaratti 76’ | Marcatori |  |

| Arbitro: | Motta (Monza) |

|                              |           |                 |
| Vitali 70’ Spanio 79’ (aut.) | Marcatori | 55’ Francesconi |

| Arbitro: | Serafino (Roma) |

|              |           |            |
| Turchetto 5’ | Marcatori | 58’ Vitali |

| Arbitro: | Michelotti (Parma) |

|                   |           |  |
| Vitali 84’ (rig.) | Marcatori |  |

| Arbitro: | Trinchieri (Reggio Emilia) |

|                   |           |  |
| Rivera 63’ (rig.) | Marcatori |  |

### Coppa Italia

#### Primo turno
| Arbitro: | Mascali (Desenzano del Garda) |

|                        |           |             |
| Achilli 6’ Lanzetti 8’ | Marcatori | 14’ Damiani |

| Arbitro: | Vacchini (Milano) |

|              |           |  |
| Ferranti 79’ | Marcatori |  |

| Arbitro: | Pieroni (Roma) |

|             |           |                                 |
| Damiani 53’ | Marcatori | 30’ Pulici 38’ Ferrini 54’ Sala |

## Statistiche

### Statistiche di squadra
| Competizione | Punti | In casa | In casa | In casa | In casa | In casa | In casa | In trasferta | In trasferta | In trasferta | In trasferta | In trasferta | In trasferta | Totale | Totale | Totale | Totale | Totale | Totale | DR |
| Competizione | Punti | G       | V       | N       | P       | Gf      | Gs      | G            | V            | N            | P            | Gf           | Gs           | G      | V      | N      | P      | Gf     | Gs     | DR |
| ------------ | ----- | ------- | ------- | ------- | ------- | ------- | ------- | ------------ | ------------ | ------------ | ------------ | ------------ | ------------ | ------ | ------ | ------ | ------ | ------ | ------ | -- |
| Serie A      | 29    | 15      | 9       | 3       | 3       | 23      | 12      | 15           | 2            | 4            | 9            | 9            | 19           | 30     | 11     | 7      | 12     | 32     | 31     | +1 |
| Coppa Italia | 0     | 1       | 0       | 0       | 1       | 1       | 3       | 2            | 0            | 0            | 2            | 1            | 3            | 3      | 0      | 0      | 3      | 2      | 6      | -4 |
| Totale       |       | 16      | 9       | 3       | 4       | 24      | 15      | 17           | 2            | 4            | 11           | 10           | 22           | 33     | 11     | 7      | 15     | 34     | 37     | -3 |

### Statistiche dei giocatori
| Giocatore    | Serie A  | Serie A | Coppa Italia | Coppa Italia | Totale   | Totale |
| Giocatore    | Presenze | Reti    | Presenze     | Reti         | Presenze | Reti   |
| ------------ | -------- | ------- | ------------ | ------------ | -------- | ------ |
| A. Bardin    | 4        | -2      | ?            | ?            | 4+       | -2+    |
| G. Biasiolo  | 29       | 3       | ?            | ?            | 29+      | 3+     |
| M. Calosi    | 27       | 0       | ?            | ?            | 27+      | 0+     |
| S. Carantini | 25       | 0       | ?            | ?            | 25+      | 0+     |
| N. Ciccolo   | 7        | 0       | ?            | ?            | 7+       | 0+     |
| Cinesinho    | 24       | 1       | ?            | ?            | 24+      | 1+     |
| A. Cisco     | 3        | 0       | ?            | ?            | 3+       | 0+     |
| O. Damiani   | 25       | 2       | ?            | ?            | 25+      | 2+     |
| R. De Petri  | 26       | 2       | ?            | ?            | 26+      | 2+     |
| R. Derlin    | 23       | 1       | ?            | ?            | 23+      | 1+     |
| C. Facchin   | 30       | 3       | ?            | ?            | 30+      | 3+     |
| P. Pianta    | 28       | -29     | ?            | ?            | 28+      | -29+   |
| P. Rigoni    | 2        | 0       | ?            | ?            | 2+       | 0+     |
| N. Scala     | 29       | 2       | ?            | ?            | 29+      | 2+     |
| G. Sperotto  | 3        | 0       | ?            | ?            | 3+       | 0+     |
| P. Tumburus  | 1        | 0       | ?            | ?            | 1+       | 0+     |
| A. Vitali    | 27       | 17      | ?            | ?            | 27+      | 17+    |
| G. Volpato   | 29       | 0       | ?            | ?            | 29+      | 0+     |
| D. Zanetti   | 5        | 0       | ?            | ?            | 5+       | 0+     |